# Ангел (фильм, 1937)
«Ангел» (англ. Angel) — художественный фильм режиссёра Эрнста Любича.

## Сюжет
Леди Мария Баркер обделена вниманием своего мужа, английского дипломата сэра Фредерика Баркера, постоянно находящегося в разъездах. Когда предоставляется возможность, она с радостью отправляется тайком от мужа, уехавшего в Женеву, в Париж к своей подруге, великой княгине Анне Дмитриевне.
В доме подруги она сталкивается с англичанином Энтони Хэлтоном, который сразу, с первого взгляда влюбляется в Марию. Увлеченные друг другом, они переживают краткое свидание, во время которого Энтони называет свою возлюбленную «Ангелом». Однако Мария, опасаясь за брак и репутацию, всё бросает и, ничего не сказав Энтони, уезжает обратно в Лондон. Но настойчивый англичанин не намерен отступать.

## В ролях
- Марлен Дитрих — Мария Баркер
- Герберт Маршалл — Фредерик Баркер
- Мелвин Дуглас — Энтони Хэлтон
- Эдвард Эверетт Хортон — Грэхем
- Лора Хоуп Крюс — княжна Анна Дмитриевна
- Сюзанн Каарен — девушка, играющая в азартные игры (в титрах не указана)